# Polyglossia
Polyglossia — пакет для многоязычной верстки с помощью XeLaTeX. Может быть использован как замена пакету babel.

## Функции
В зависимости от набора выбранных языков пакет может выполнять следующие действия:
1. Загрузка (подключение) таблицы переносов для указанных языков.
2. Загрузка пакета fontspec[2] и настройка сценариев (scripts) и языковых тегов текущего шрифта.
3. Переключение на шрифт, назначенный пользователем для конкретного сценария или языка.
4. Настройка некоторые типографских правил настройки, например:
  - величина отступа в начале абзаца,
  - величина междустрочного интервала,
  - величина пробелов до и после знаков препинания,
5. Установка встроенных терминов, таких как «Глава», «Содержание», «Рисунок» и пр.
6. Установка формата даты (для не-григорианского календаря с помощью внешних пакетов в комплекте с polyglossia: в настоящее время поддерживаются Еврейский, Исламский и Персидский календари.
7. Установка формата чисел для языков, имеющих свою систему нумерации.
8. Выбор системы письменности (например, слева направо или справа налево).

Некоторые возможности аналогичного пакета babel (в том числе, изменение кодировки шрифтов) не поддерживаются.

### Список поддерживаемых языков
| - Амхарский - Английский - Арабский - Баскский - Болгарский - Бразилия - Бретонский - Валлийский - Верхнелужицкий - Галисийский - Греческий - Датский - Иврит | - Индонезийский (bahasai) - Интерлингва - Ирландский - Исландский - Испанский - Итальянский - Каталанский - Коптский - Латинский - Латышский - Малайский (bahasam) - Мальдивский - Немецкий | - Нидерландский (dutch) - Нижнелужицкий - Норвежский - Нюнорск - Персидский - Польский - Румынский - Русский - Саминский - Санскрит - Сербский - Сирийский - Словацкий | - Словенский - Тайский - Турецкий - Украинский - Финский - Французский - Хинди - Хорватский - Чешский - Шведский - Шотландский - Эсперанто - Эстонский |

## Требования
Текущая версия использует некоторые макросы, определенные в пакете Филиппа Лемана etoolbox. 
Будучи разработан специально для XeLaTeX, он, очевидно, также опирается на fontspec Вилла Робертсона. 
Для языков, которые пишутся справа налево, требуется пакет bidi Вилла Робертсона.
Poliglossia также поставляется с тремя пакетами для календарных расчетов:
- hebrewcal
- farsical
- hijrical

## Использование

### Подключение языка

#### Предпочтительный способ
Можно определить язык по умолчанию с помощью команды:
| \setdefaultlanguage[опции]{язык1} | или | \setmainlanguage[опции]{язык1} |

Второй язык можно определить с помощью команды:
```
\setotherlanguage
[опции]
{
язык2
}

```

Можно также задавать несколько вторых (вторичных) языков, а после описывать опции:
```
\setotherlanguages
{
язык2, язык3, язык4, ...
}

\setkeys
{
язык2
}{
опция1=значение, опция2=значение, ...
}

\setkeys
{
язык3
}{
опция1=значение, опция2=значение, ...
}

...

```

#### Устаревший способ
Можно подключать языки как опции пакета (как в babel)
```
\usepackage
[язык1, язык2, язык3, язык4, ...]
{
polyglossia
}

```

Обратите внимание, главный язык документа указан первым, в противоположность babel.
Этот способ по некоторым причинам может не работать и считается устаревшим.